# Токранов Василь Вікторович
Василь Вікторович Токранов (рос. Василий Викторович Токранов; 2 серпня 1989, м. Альметьєвськ, СРСР) — російський хокеїст, захисник. Виступає за «Ак Барс» (Казань) у Континентальній хокейній лізі.
Вихованець хокейної школи «Нафтовик» (Альметьєвськ). Виступав за «Нафтовик-2» (Альметьєвськ), «Нафтовик» (Альметьєвськ), «Ак Барс» (Казань), «Барс» (Казань).
У чемпіонатах КХЛ — 100 матчів (4+15), у плей-оф — 9 матчів (0+1).
У складі молодіжної збірної Росії учасник чемпіонату світу 2009. У складі юніорської збірної Росії учасник чемпіонату світу 2007.
Досягнення
- Володар Кубка Гагаріна (2009, 2010)
- Бронзовий призер молодіжного чемпіонату світу (2009)
- Переможець юніорського чемпіонату світу (2007).